# Eishockey Club Dübendorf
L'Eishockey Club Dübendorf (EHC Dübendorf) est un club de hockey sur glace de la ville de Dübendorf dans le canton de Zurich en Suisse.

## Histoire
L'EHC Dübendorf (EHCD) est fondé en 1939, avec comme premier président Werner Bantli. Le club débute au dernier échelon du championnat suisse, la Serie B. En 1942, le club inaugure une patinoire naturelle au lieu dit Im Chreis.
Au terme de la saison 1943-1944, bien que s'inclinant en demi-finale face à la deuxième garniture du HC Coire, l'équipe est promue en Serie A. À partir de la saison 1956-1957, la Serie A disparait laissant place à la 1ère Ligue. Dübendorf se maintient toujours dans le milieu du classement. Lors de la saison 1960-1961, le club déménage à Wetzikon, l'Im Chreis ne répondant plus aux normes de la ligue.
Bien qu'ayant terminé 3ème de son groupe la saison précédente, le club termine dernier du groupe 2 au terme de la saison 1964-1965. Normalement relegué, l'équipe est repêchée dans le groupe 1, manquant d'équipe. En 1967-1968, le club est de retour à Dübendorf, une patinoire artificielle étant inaugurée.
Lors de la saison 1976-1977, Dübendorf dispute les finales en vue d'une promotion en Ligue nationale B, mais est écarté en demi-finale par le SC Rapperswill. La saison suivante, l'équipe termine championne de 1ère ligue, battant le Grasshopper Club en finale et est également promu en Ligue nationale B.
Lors de sa première saison, le club termine à la 9e place sur 16 équipes participantes. les 4 saisons suivantes, à la suite du changement de règlement de la ligue, le club se sauve lors de la phase de relégation. En 1983-1984, l'équipe termine 1ère de son groupe et est sacrée vice-championne au terme de la poule Finale. Coire étant promu en Ligue Nationale A. l'équipe dispute encore les demi-finale en vue d'une promotion deux ans plus tard avant de connaître la relégation en 1ère ligue lors de la saison 1986-1987.
De la saison 1987-1988 à nos jours, le club évolue en 1ère Ligue (devenue MySportsLeague en 2017). Il fête trois titre de champion : en saison 2003-2004, en saison 2013-2014 et en saison 2017-2018.
À l'issue de la saison 2022-2023, le EHC Dübendorf est relégué en 1ère Ligue.
Depuis 1995, un accord a été signé avec les ZSC Lions et les GCK Lions pour le mouvement jeunesse. Dübendorf est pour ainsi la troisième garniture des ZSC, évoluant au troisième échelons du hockey suisse. Ce système porte ses fruits car de nombreux espoirs évolue dans ce club, avant de percer dans la ligue nationale.

## Palmarès
- Champion de 1ère Ligue / MySports League
  - 1978
  - 2004
  - 2014
  - 2018

## Effectif actuel
| No    | Nom                   | Nat. | Position  | Arrivée |
| ----- | --------------------- | ---- | --------- | ------- |
| +020, | Sascha Ruppelt        |      | Gardien   |         |
| +030, | Remo Trüb             |      | Gardien   |         |
| +034, | Raphael De Boni       |      | Gardien   |         |
| +035, | Noah Paixao           |      | Gardien   |         |
| +002, | Fabian Hurter         |      | Défenseur |         |
| +006, | Marwin Leu            |      | Défenseur |         |
| +009, | Jan Wieszinski        |      | Défenseur |         |
| +014, | Gian Morson           |      | Défenseur |         |
| +014, | Benjamin Quinn        |      | Défenseur |         |
| +014, | Adam Falus            |      | Défenseur |         |
| +015, | Joel Steinauer        |      | Défenseur |         |
| +016, | Sergio Piai           |      | Défenseur |         |
| +023, | Ramon Benz            |      | Défenseur |         |
| +029, | Silvan Hebeisen       |      | Défenseur |         |
| +007, | Matias Wettstein      |      | Attaquant |         |
| +008, | Jari Allevi           |      | Attaquant |         |
| +010, | Raphael Röthlisberger |      | Attaquant |         |
| +011, | Damon Puntus          |      | Attaquant |         |
| +012, | Dominik Hardmeier     |      | Attaquant |         |
| +017, | Kris Schmidli         |      | Attaquant |         |
| +018, | Scott Halberstadt     |      | Attaquant |         |
| +019, | Marco Suter           |      | Attaquant |         |
| +021, | Rubio Schir           |      | Attaquant |         |
| +022, | Nico Kammermann       |      | Attaquant |         |
| +023, | Cyrill Cederic        |      | Attaquant |         |
| +023, | Sebastian Steiner     |      | Attaquant |         |
| +024, | Hannes Kobel          |      | Attaquant |         |
| +025, | Fabian Berni          |      | Attaquant |         |
| +026, | Raoul Seiler          |      | Attaquant |         |
| +027, | Alessio Pozzorini     |      | Attaquant |         |
| +031, | Alan Debons           |      | Attaquant |         |
| +032, | Noah Böhler           |      | Attaquant |         |
| +032, | Marco Pickel          |      | Attaquant |         |
| +061, | Eric Geiser           |      | Attaquant |         |

## Numéros Retirés
L'EHC Dübendorf a honoré les joueurs suivants en retirant leur maillot :
- 7 : Lukas Stettler
- 12 : Viktor Nikolic
- 14 : Fabio Obrist
- 23 : Kevin Lohrer